# 밸로프
주식회사 밸로프(영어: VALOFE)는 대한민국의 온라인 및 모바일 게임 배급사이며, PC 온라인 게임과 모바일 게임의 퍼블리싱 및 리퍼블리싱을 주력 사업으로 삼는 회사이다.

## 개요
텐센트 클라우드와 클라우드 서비스를 계약한 바 있다.

## 주요 게임

### PC 게임
- 군주 온라인
- 로스트 사가
- 루니아Z
- 블랙스쿼드
- 블레스 언리쉬드
- 소울워커
- 아틀란티카
- 알투비트 (2021년 11월 18일 재오픈)
- 엔에이지
- 이카루스
- 크로노스 온라인
- 크리티카: 제로I
- 클럽 엠스타
- 풍림화산
- C9
- O2JAM REMIX

### 모바일 게임
- 드루와 던전
- 라스트오리진
- 이카루스M
- 판타지워택틱스R
- 피쉬 아일랜드: 정령의 항로

### 서비스 종료 게임
- 뮤 레전드
- 오투잼 온라인
- 용비불패M